# Staw Dąbski
Staw Dąbski – użytek ekologiczny znajdujący się w Krakowie w dzielnicy II Grzegórzki przy al. Pokoju 44, na Dąbiu.
Utworzony został uchwałą nr XC/1202/10 z dnia 13 stycznia 2010 r. Rady Miasta Krakowa. Jak mówi uchwała celem ochrony użytku jest zachowanie ekosystemu będącego siedliskiem i ostoją chronionych i zagrożonych wyginięciem gatunków roślin i zwierząt.
Użytek obejmuje niewielki antropogeniczny zbiornik wodny. Jest to glinianka powstała w wyniku wydobywania surowca przez działającą na Dąbiu w pierwszej połowie XX wieku cegielnię. Po zaprzestaniu eksploatacji gliny, wyrobisko wypełniły płytko zalegające wody przypowierzchniowe. Obok przepływa rzeka Białucha, w odległości 400 metrów znajduje się jej ujście do Wisły.
W wodach stawu żyje dziewięć gatunków ryb, w tym różanka objęta ochroną ścisłą. Występują: szczeżuja wielka (także objęta ochroną gatunkową), skójka zaostrzona, rak błotny, ślimaki wodne.
Świat roślin reprezentują: grążel żółty (objęty ścisłą ochroną gatunkową) występujący na obszarze Krakowa jedynie w dwóch miejscach, rdest ziemnowodny w formie pływającej, włosienicznik krążkolistny, rogatek sztywny. Przy brzegach występują: rzęsa drobna i rzęsa trójrowkowa, pałka wąskolistna.
W otoczeniu zbiornika możemy spotkać jaskier jadowity, babkę wodną, jeżogłówkę pojedynczą, uczep amerykański, pnącze wyżpin jagodowy, rosną krzewy i drzewa.
Użytek ma powierzchnię 2,53 ha.